# 香港經濟日報
香港經濟日報集團（英語：HKET Group） 為香港傳媒集團之一，除經營報章雜誌及其數碼內容平台外，亦提供實時股票交易財經資訊、資訊軟件，以及人才配對平台等業務。

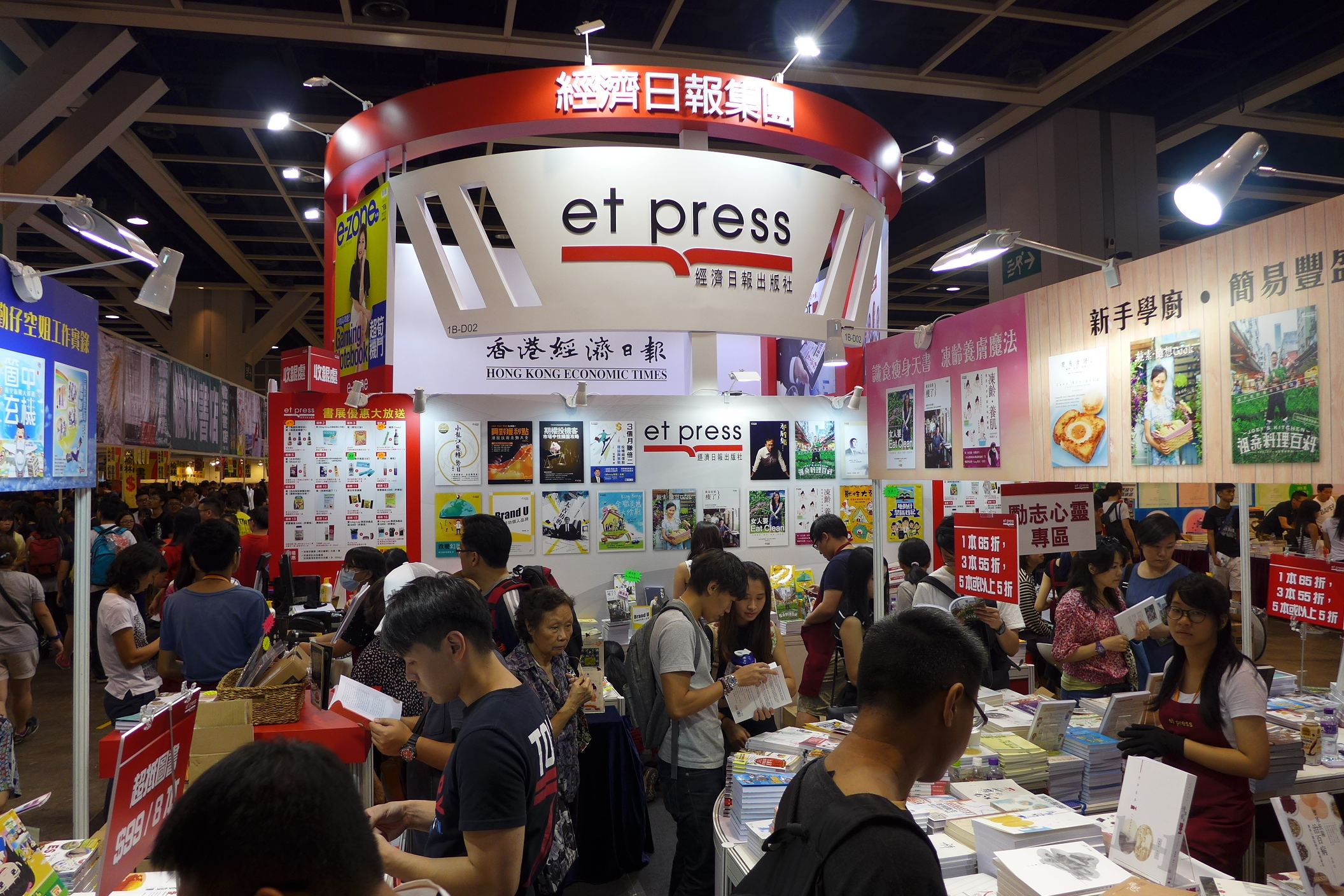
香港書展2016的香港經濟日報出版社攤位

旗艦媒體《香港經濟日報》及其網站 hket.com為香港的財經媒體，提供財經、地產資訊和經濟數據分析。由集團主席馮紹波、前董事總經理麥華章及前副社長石鏡泉等於1988年創刊。香港經濟日報集團有限公司於2005年8月3日在香港交易所上市（港交所：423）。集團旗下亦設《e-zone》、《U-magazine》、《晴報》等媒體，提供不同種類的生活資訊。

## 附送財經雜誌
- 《投資理財周刊》（周一）專題報道股市大勢，每周推介心水港股，備財富管理、外匯及基金專頁。
- 《置業家居》（周六）專題報道地產市況及提供家居生活資訊，另設有內地樓盤介紹。（亦作獨立發售）

## hket.com
- 《香港經濟日報》網站 hket.com 是一個多元化內容平台，重點提供專業的財經、地產及宏觀經濟分析，用戶可透過手機、平板電腦及桌面電腦瀏覽。
- 該平台提供全份《香港經濟日報》電子報、《投資理財周刊》及《置業家居》電子雜誌。訂戶亦可重溫2005年後的昔日報章。

## 集團其他刊物
- 《晴報》免費報章（周一至五） 於2011年7月27日創刊，為全港第二大報章，到2023年9月停刊，其社交媒體及網站繼續營運。
- 《e-zone》科技雜誌（周一，獨立發售） 於1998年推出的資訊科技潮流生活雜誌，主要報道生活化通訊科技的最新趨勢。內容圍繞電腦軟硬件應用、板腦與智能電話、數碼影音產品的最新資訊。2003年底《香港經濟日報》分拆《e-zone》作獨立零售，到2021年12月停刊，其社交媒體及網站繼續營運。
- 《U周刊》（周五，獨立發售）  於2005年創刊，獲奬連連的旅遊生活雜誌，一書三冊（Travel, Food, Life+Weekend），內容包括：環球最新旅遊資訊及專題深入報道、及時全面的飲食指南、獨有特色城市專題、包羅城中節目預告及盡覽一周娛樂要聞、人物專訪等等，到2023年8月底停刊，其社交媒體繼續營運。
- 《iMoney 智富雜誌》財富周刊（周六，獨立發售），2007年推出的財富周刊，內容以財富管理為主，兼備營商、創意推廣、職場及進修等多元化題材，涵蓋香港及中國內地市場。iMoney實體印刷版於2024年5月停刊，電子版雜誌內容則繼續在數碼平台上繼續發布。[2]

## 旗下財經通訊社、資訊及軟件
- 經濟通：於1994年開展業務，提供專業財經資訊，包括即時財經新聞、即時股票及衍生工具報價、股票評論、香港上市公司資訊、市場分析及圖表。而財經網站etnet.com.hk在2000年推出，為散戶投資者免費提供財經資訊。近年更推出「etnet 生活副刊」及「DIVA 品味派」頻道，涵蓋財富管理、健康養生、生活品味等資訊。
- 經濟通中國網站：為國內投資者提供中港兩地的專業財經新聞、分析、以及相關資訊。
- 交易通：經濟通之全資附屬子公司，專門為本地銀行及證券商提供「一站式」的前台交易系統 （包括互聯網），及後勤交收結算系統。
- 環富通： 專門為銀行、金融、保險等用戶提供一站式財富管理方案。
- 經濟地產庫（EPRC LTD）：於1991年成立，為專業人士提供地產數據，當中包括1991年至今的土地註冊處成交紀錄。近年更開拓了市場直銷服務，為客戶挑選出直銷推廣名單；同時提供數據管理服務，包括數據剖析、整合及儲存管理方案。

## 旗下招聘廣告及培訓業務
- CTgoodjobs：為求職者及人力資源人員提供求職及網上招聘平台。
- 經濟商學院：1990年成立，為專業人士及行政管理人員提供專業培訓，以及為企業提供項目統籌服務。其他服務範疇包括：會議與研討會、專業及學術資歷課程、企業培訓、中港交流計劃及顧問服務等。

## 旗下生活網站
- U Lifestyle生活資訊平台：2014年正式開始運作，旗下包括 U Travel、港生活、U Beauty、U Food、U Blog 等；同時提供高質素的互動生活資訊。
- 樂本．健：2008年運作，透過電子商貿平台healthsmart.com.hk，讓會員可以掌握健康資訊，並提供平台選購健美產品。

## 爭議

### 石鏡泉涉元朗襲擊事件
2019年7月20日，《香港經濟日報》創辦人石鏡泉在添馬公園舉行的「守護香港」撐警集會上，高調呼籲建制派支持者購買藤條、塑膠水喉通去對付反逃犯條例修訂的示威者，台下回應「好」及鼓掌。他亦說示威活動受美國惡意煽惑，行動者收受利益「亂中亂港」，形容香港現狀為「美國佬想中國死」，警告千萬不能姑息丟磚塊、鐵枝的人。翌日，即有疑似黑社會背景人士於元朗站以藤條、鐵通襲擊手無寸鐵的市民，45人受傷，其巧合程度令令公眾質疑元朗施襲行動之施襲者有否被石氏之言論所煽動。
7月22日，旗下《香港經濟日報》的逾百名記者對石的煽惑暴力言論深表震驚及極度遺憾，發聯署聲明促請石收回言論。《香港經濟日報》發聲明與石鏡泉「割席」，指石的言論純屬個人意見。晚上，石鏡泉發表道歉聲明，撤回之前的藤條與軟膠通言論並對引起不安真誠致歉。
7月23日，石鏡泉向經濟日報集團董事會提出辭任執行董事及《香港經濟日報》副社長，但仍會繼續擔任財經專欄作家。

### 屢次剽竊自媒體創作人
經濟日報旗下媒體《晴報》、《TOPick》記者涉嫌多次剽竊其他自媒體內容，在未經網上自媒體創作者同意下，將其內容搬字過紙放到其網上平台，又將Youtube影片內容具細無遺地以文字及截圖形式轉載，但從來未有標示原作出處，嚴重影響原作內容的點擊率，因此受到原作者及網民非議。Youtube頻道「HEBEFACE」創作者HEBE指該媒體已多次直接盜用其內容，但內文卻連原作者是誰以至原片連結也欠奉。HEBE指自己做訪問並非為了營利但有一定金錢精神時間人脈等成本，相反記者抹殺創作者的努力但卻有薪金收入，這對創作者而言是很氣憤和不公的事。

## 外部連結
- 《香港經濟日報 （页面存档备份，存于）》網站